# Суперлига Коломбиана
Суперлига Коломбиана, официално име Суперлига Постобон де Кампионес (на испански: Superliga Colombiana, Súperliga Postobón de Campeones) е колумбийски футболен трофей, за който всеки януари в два мача на разменено гостуване спорят шампионите на турнирите Апертура и Финалисасион на Категория Примера А от предходната година. Купата се присъжда за първи път през 2012 г., след като година по-рано Рамон Хесерун, президент на Димайор, дава идея за мач между носителя на Купата на Колумбия и един от шампиона на Клаусура или Финалисасион, а по-късно на заседание на Димайор е прието такава среща да се играе мужду шампионите на двете фази на колумбийското първенство. Ако един и същи отбор е носител и на двете титли, негов опонент е отборът, който заема второто място в общото класиране, в което се взимат под внимание всички мачове от двете фази през годината, включително и плейофните мачове. Отборът с повече точки в общото класиране е домакин във втория мач.

## Носители

### По година
| Година | Шампион Апертура       | Общ резултат | Шампион Финалисасион | 1-ви мач | 2-ри мач |
| ------ | ---------------------- | ------------ | -------------------- | -------- | -------- |
| 2012   | Атлетико Насионал      | 6:1          | Хуниор               | 3:1      | 3:0      |
| 2013   | Индепендиенте Санта Фе | 3:1          | Мийонариос           | 2:1      | 1:0      |
| 2014   | Атлетико Насионал      | 2:2; 3:4 (д) | Депортиво Кали       | 1:2      | 1:0      |
| 2015   | Атлетико Насионал      |              |                      |          |          |

### По отбори
| Титли | Отбор                                                     |
| ----- | --------------------------------------------------------- |
| 1     | Атлетико Насионал, Индепендиенте Санта Фе, Депортиво Кали |